# Aston Martin DBRS9
Der Aston Martin DBRS9 ist ein Rennwagen, der seit 2005 von Prodrive gebaut wird. Er basiert auf dem Aston Martin DB9 und wurde gemäß dem Reglement der Gruppe GT3 entwickelt. Die stärker modifizierte und teurere Variante nach GT1-Richtlinien erhielt den Namen DBR9.

## Fahrzeug
Der DBRS9 baut auf dem FIA-Reglement der Gruppe GT3 auf und hat einige Modifikationen im Vergleich zur Straßenversion. Er hat einen Überrollkäfig sowie Karosserieteile aus kohlenstofffaserverstärktem Kunststoff, um das Fahrzeuggewicht um 480 Kilogramm zu senken. Sein 6-Liter-V12-Motor leistet 550 PS (410 kW) bei 6250/min und hat gegenüber der Straßenversion eine Mehrleistung um 20 Prozent. Das maximale Drehmoment beträgt je nach aktueller Balance-of-Performance-Einstufung um 540 Newtonmeter bei 5500/min. Die Maximaldrehzahl liegt bei 7200/min. Das Fahrzeug hat eine 6-Gang-H-Schaltung, die zu einer sequenziellen Schaltung aufgerüstet werden kann.
Der DBRS9 steht Kunden zu einem Preis von 175.000 £ zum Verkauf.

## Renneinsätze
Während der DBR9 von großen Teams im internationalen Motorsport eingesetzt wird, vor allem in der FIA-GT-Meisterschaft und beim 24-Stunden-Rennen von Le Mans, wird der DBRS9 von kleineren Teams in nationalen GT-Serien wie zum Beispiel der FIA GT3-Europameisterschaft oder der ADAC GT Masters eingesetzt.
Das Team Phoenix fuhr mit dem Aston Martin DBRS9 2007 in der BFGoodrich Langstreckenmeisterschaft. Beim 24-Stunden-Rennen auf dem Nürburgring desselben Jahres führte der DBRS9 in der Anfangsphase des Rennens kurzzeitig das Feld an, schied jedoch später mit Motorschaden aus.